# José Oria
José Oria Galloso (Lepe, España, 8 de junio de 1955) es un político español perteneciente al Partido Socialista Obrero Español. Ha sido Alcalde de Lepe durante tres mandatos, Senador durante una legislatura y Diputado durante otras dos. 
Además, José Oria ha ostentado varios cargos orgánicos dentro del Partido Socialista Obrero Español, entre los cuales destaca la Secretaría General de la Agrupación Local de Lepe y ser miembro de la Comisión Ejecutiva Provincial de Huelva y la Comisión Ejecutiva Regional de Andalucía.

## Juventud
José Oria nació en el municipio de Lepe en la provincia de Huelva (España) el 8 de junio de 1955. 

## Carrera política

### Alcaldía de Lepe
Junto a José Ángel Gómez, quien fue elegido alcalde de Lepe, Oria fue concejal del Ayuntamiento por primera vez en 1983. En 1991 se presentó como número uno en las listas del PSOE en Lepe y mantuvo la mayoría absoluta que ostentaba el PSOE, aunque con 3 concejales menos y pasando a 11, lo que le permitió acceder a la Alcaldía. En las elecciones de 1995 perdió otros dos concejales, manteniendo la mayoría absoluta por la mínima de 9 concejales, número que mantuvo en los comicios de 1999. 
En 2003 se presentó por cuarta vez como candidato a alcalde de Lepe, logrando el PSOE 9 concejales de los 21 del Ayuntamiento de Lepe. Fue el candidato más votado, aunque finalmente pasó a la oposición tras un pacto postelectoral entre el Partido Popular y el Partido Andalucista, resultando elegido Manuel Andrés González como nuevo alcalde de Lepe. 
Durante sus doce años de alcaldía se realizaron numerosas infraestructuras en Lepe como el Teatro Municipal Juan Manuel Santana, el Polideportivo (posteriormente denominado José Manuel Cortés Medina), el IES La Arboleda, el Centro de Salud o el Hospital Virgen Bella.

### Senado
Siendo aún Alcalde de Lepe, José Oria fue elegido como Senador por Huelva en la VII Legislatura, ejerciendo este cargo entre los años 2000 y 2004.
Comisiones
Viceportavoz de la Comisión de Educación, Cultura y Deporte
Viceportavoz de la Comisión de Infraestructuras
Viceportavoz de la Comisión Especial sobre la Inmigración y la Extranjería
Vocal de la Comisión de Educación, Cultura y Deporte
Vocal de la Comisión de Infraestructuras
Vocal de la Comisión Especial sobre la Inmigración y la Extranjería
Vocal de la Comisión Mixta para el Estudio del Problema de las Drogas
Otras tareas
Ponencia de estudio sobre la seguridad de las infraestructuras y los transportes, constituida en el seno de la Comisión de Infraestructuras. 
Ponencia legislativa del Proyecto de Ley de Seguridad Aérea. 
Ponencia legislativa del Proyecto de Ley de régimen económico y de prestación de servicios de los puertos de interés general.

### Congreso de los Diputados
En 2004 fue elegido Diputado en la VIII Legislatura por Huelva, obteniendo de nuevo escaño en el año 2008 en la IX Legislatura. 
Iniciativas parlamentarias
José Oria presentó un total de 8 iniciativas parlamentarias, entre las que descatan dos sobre el AVE que conectará Huelva con Sevilla y otras dos correspondientes a la Carretera Nacional N-435. Todas ellas son sobre Huelva salvo una, que versa sobre la situación administrativa o de ejecución de la Carretera SE-40 en varios tramos
Comisiones
- Portavoz adjunto de la Comisión de Medio Ambiente, Agricultura y Pesca
- Vocal de la Comisión de Trabajo e Inmigración
- Vocal de la Comisión de Vivienda
- Adscrito de la Comisión de Fomento
- Adscrito de la Comisión de Educación y Deporte
- Adscrito de la Comisión Mixta no permanente para el estudio del cambio climático
- Adscrito de la Comisión de Educación, Política Social y Deporte

Otras tareas
- Ponencia del Proy.L. mod. L. evaluación impacto ambiental proyec.
- Ponencia del Proy.L. reg. Sociedad Coop. Europea domicilio España
- Ponencia del Proyecto de Ley de Economía Social

### Retirada
En 2011, tras disolverse las Cortes, abandona la política y se reintegra a la actividad docente como profesor de instituto. 
| Predecesor: José Ángel Gómez Santana | Alcalde de Lepe 1991-2003 | Sucesor: Manuel Andrés González Rivera |